# کورور
کورور (به انگلیسی: Koror)؛ (به ژاپنی: コロール州) یکی از ایالت‌های شانزده‌گانه پالائو که مرکز اصلی تجاری این جمهوری نیز می‌باشد. بر اساس سرشماری ۲۰۰۴ این ایالت بالغ بر ۱۴۰۰۰ نفر جمعیت داشت که معادل ۷۰ درصد از کل جمعیت این کشور بود.